# Boucles de la Mayenne de 2021
A 46.ª edição da competição de ciclismo Boucles de la Mayenne foi uma corrida de ciclismo em estrada por etapas que se celebrou entre 27 e 30 de maio de 2021 na França com início na cidade de Le Genest-Saint-Isle e final na cidade de Laval, sobre uma distância total de 711 quilómetros.
A corrida fazia parte do do UCI ProSeries de 2021, calendário ciclístico mundial de segunda divisão, dentro da categoria UCI 2.pro e foi vencida pelo francês Arnaud Démare do Groupama-FDJ. Completaram o pódio, como segundo e terceiro classificado respectivamente, o alemão Philipp Walsleben do Alpecin-Fenix e o norueguês Kristoffer Halvorsen do Uno-X.

## Equipas participantes
Tomaram parte na corrida 21 equipas: 5 de categoria UCI WorldTeam convidados pela organização, 14 de categoria UCI ProTeam e 2 de categoria Continental. Formaram assim um pelotão de 122 ciclistas dos que acabaram 111. As equipas participantes foram:
| Equipes WorldTeam (5)- AG2R Citroën Team - Cofidis - Team DSM - Groupama-FDJ - Intermarché-Wanty-Gobert Matériaux Equipes ProTeam (14)- Alpecin-Fenix - Androni Giocattoli-Sidermec - Arkéa-Samsic - B&B Hotels p/b KTM - Bingoal Pauwels Sauces WB - Burgos-BH - Caja Rural-Seguros RGA - Gazprom-RusVelo - Equipo Kern Pharma - Delko - Rally Cycling - Sport Vlaanderen-Baloise - Total Direct Énergie - Uno-X Pro Cycling Team Equipes Continentais (2)- Saint Michel-Auber 93 - Xelliss-Roubaix Lille Métropole |
| |

## Percorrido
A Boucles de la Mayenne dispôs de cinco etapas dividido em quatro etapas escarpadas, para um percurso total de 711 quilómetros.
| Etapa | Data    | Percurso                         | type            | Distância (km) | Elevação (m) | Vencedor          | Líder geral       |
| ----- | ------- | -------------------------------- | --------------- | -------------- | ------------ | ----------------- | ----------------- |
| 1     | 27 mai. | Le Genest-Saint-Isle – Ambrières | etapa escarpada | 174,24         | 1 748 m      | Philipp Walsleben | Philipp Walsleben |
| 2     | 28 mai. | Vaiges – Évron                   | etapa escarpada | 173,35         | 2 180 m      | Arnaud Démare     | Philipp Walsleben |
| 3     | 29 mai. | Saint-Berthevin – Craon          | etapa escarpada | 181,68         | 1 668 m      | Arnaud Démare     | Arnaud Démare     |
| 4     | 30 mai. | Méral – Laval                    | etapa escarpada | 180,73         | 1 789 m      | Arnaud Démare     | Arnaud Démare     |

## Desenvolvimento da corrida

### 1.ª etapa
| Le Genest-Saint-Isle - Ambrières | etapa escarpada | (174,24 km) |

| \| Classificação por etapas \| Classificação por etapas \| Classificação por etapas \| Classificação por etapas \| Classificação por etapas \| \| Ciclista \| Ciclista \| Equipe \| Tempo \| \| \| ------------------------ \| ------------------------ \| ------------------------ \| ------------------------ \| ------------------------ \| \| 1. \| Philipp Walsleben \| Alpecin-Fenix \| 3h59m48s \| \| \| 2. \| Diego Rubio \| Burgos-BH \| + 7s \| \| \| 3. \| Arnaud Démare \| Groupama-FDJ \| + 11s \| \| \| 4. \| Kristoffer Halvorsen \| Uno-X Pro Cycling Team \| + 11s \| \| \| 5. \| Bryan Coquard \| B&B Hotels p/b KTM \| + 11s \| \| \| 6. \| Piet Allegaert \| Cofidis \| + 11s \| \| \| 7. \| Marc Sarreau \| AG2R Citroën Team \| + 11s \| \| \| 8. \| Nils Eekhoff \| Team DSM \| + 11s \| \| \| 9. \| Bram Welten \| Arkéa-Samsic \| + 15s \| \| \| 10. \| Jon Aberasturi \| Caja Rural-Seguros RGA \| + 17s \| \| |                      |                        |          |
| |                      |                        |          |
| Fonte: ProCyclingStats |                      |                        |          |
| Classificação por etapas |                      |                        |          |
| Ciclista | Ciclista             | Equipe                 | Tempo    |
| 1. | Philipp Walsleben    | Alpecin-Fenix          | 3h59m48s |
| 2. | Diego Rubio          | Burgos-BH              | + 7s     |
| 3. | Arnaud Démare        | Groupama-FDJ           | + 11s    |
| 4. | Kristoffer Halvorsen | Uno-X Pro Cycling Team | + 11s    |
| 5. | Bryan Coquard        | B&B Hotels p/b KTM     | + 11s    |
| 6. | Piet Allegaert       | Cofidis                | + 11s    |
| 7. | Marc Sarreau         | AG2R Citroën Team      | + 11s    |
| 8. | Nils Eekhoff         | Team DSM               | + 11s    |
| 9. | Bram Welten          | Arkéa-Samsic           | + 15s    |
| 10. | Jon Aberasturi       | Caja Rural-Seguros RGA | + 17s    |

| \| Classificação geral \| Classificação geral \| Classificação geral \| Classificação geral \| Classificação geral \| \| Ciclista \| Ciclista \| Equipe \| Tempo \| \| \| ------------------- \| -------------------- \| ---------------------- \| ------------------- \| ------------------- \| \| 1. \| Philipp Walsleben \| Alpecin-Fenix \| 3h59m33s \| \| \| 2. \| Diego Rubio \| Burgos-BH \| + 16s \| \| \| 3. \| Arnaud Démare \| Groupama-FDJ \| + 22s \| \| \| 4. \| Kristoffer Halvorsen \| Uno-X Pro Cycling Team \| + 26s \| \| \| 5. \| Bryan Coquard \| B&B Hotels p/b KTM \| + 26s \| \| \| 6. \| Piet Allegaert \| Cofidis \| + 26s \| \| \| 7. \| Marc Sarreau \| AG2R Citroën Team \| + 26s \| \| \| 8. \| Nils Eekhoff \| Team DSM \| + 26s \| \| \| 9. \| Bram Welten \| Arkéa-Samsic \| + 30s \| \| \| 10. \| Jon Aberasturi \| Caja Rural-Seguros RGA \| + 32s \| \| |                      |                        |          |
| |                      |                        |          |
| Fonte: ProCyclingStats |                      |                        |          |
| Classificação geral |                      |                        |          |
| Ciclista | Ciclista             | Equipe                 | Tempo    |
| 1. | Philipp Walsleben    | Alpecin-Fenix          | 3h59m33s |
| 2. | Diego Rubio          | Burgos-BH              | + 16s    |
| 3. | Arnaud Démare        | Groupama-FDJ           | + 22s    |
| 4. | Kristoffer Halvorsen | Uno-X Pro Cycling Team | + 26s    |
| 5. | Bryan Coquard        | B&B Hotels p/b KTM     | + 26s    |
| 6. | Piet Allegaert       | Cofidis                | + 26s    |
| 7. | Marc Sarreau         | AG2R Citroën Team      | + 26s    |
| 8. | Nils Eekhoff         | Team DSM               | + 26s    |
| 9. | Bram Welten          | Arkéa-Samsic           | + 30s    |
| 10. | Jon Aberasturi       | Caja Rural-Seguros RGA | + 32s    |

### 2.ª etapa
| Vaiges - Évron | etapa escarpada | (173,35 km) |

| \| Classificação por etapas \| Classificação por etapas \| Classificação por etapas \| Classificação por etapas \| Classificação por etapas \| \| Ciclista \| Ciclista \| Equipe \| Tempo \| \| \| ------------------------ \| ------------------------ \| ---------------------------------- \| ------------------------ \| ------------------------ \| \| 1. \| Arnaud Démare \| Groupama-FDJ \| 4h11m32s \| \| \| 2. \| Niccolò Bonifazio \| Total Direct Énergie \| + 0s \| \| \| 3. \| Kristoffer Halvorsen \| Uno-X Pro Cycling Team \| + 0s \| \| \| 4. \| Jonas Koch \| Intermarché-Wanty-Gobert Matériaux \| + 0s \| \| \| 5. \| Stanislaw Aniolkowski \| Bingoal Pauwels Sauces WB \| + 0s \| \| \| 6. \| Piet Allegaert \| Cofidis \| + 0s \| \| \| 7. \| Matteo Malucelli \| Androni Giocattoli-Sidermec \| + 0s \| \| \| 8. \| Emiel Vermeulen \| Xelliss-Roubaix Lille Métropole \| + 0s \| \| \| 9. \| Jon Aberasturi \| Caja Rural-Seguros RGA \| + 0s \| \| \| 10. \| Nils Eekhoff \| Team DSM \| + 0s \| \| |                       |                                    |          |
| |                       |                                    |          |
| Fonte: ProCyclingStats |                       |                                    |          |
| Classificação por etapas |                       |                                    |          |
| Ciclista | Ciclista              | Equipe                             | Tempo    |
| 1. | Arnaud Démare         | Groupama-FDJ                       | 4h11m32s |
| 2. | Niccolò Bonifazio     | Total Direct Énergie               | + 0s     |
| 3. | Kristoffer Halvorsen  | Uno-X Pro Cycling Team             | + 0s     |
| 4. | Jonas Koch            | Intermarché-Wanty-Gobert Matériaux | + 0s     |
| 5. | Stanislaw Aniolkowski | Bingoal Pauwels Sauces WB          | + 0s     |
| 6. | Piet Allegaert        | Cofidis                            | + 0s     |
| 7. | Matteo Malucelli      | Androni Giocattoli-Sidermec        | + 0s     |
| 8. | Emiel Vermeulen       | Xelliss-Roubaix Lille Métropole    | + 0s     |
| 9. | Jon Aberasturi        | Caja Rural-Seguros RGA             | + 0s     |
| 10. | Nils Eekhoff          | Team DSM                           | + 0s     |

| \| Classificação geral \| Classificação geral \| Classificação geral \| Classificação geral \| Classificação geral \| \| Ciclista \| Ciclista \| Equipe \| Tempo \| \| \| ------------------- \| -------------------- \| ---------------------- \| ------------------- \| ------------------- \| \| 1. \| Philipp Walsleben \| Alpecin-Fenix \| 8h11m05s \| \| \| 2. \| Arnaud Démare \| Groupama-FDJ \| + 12s \| \| \| 3. \| Diego Rubio \| Burgos-BH \| + 16s \| \| \| 4. \| Kristoffer Halvorsen \| Uno-X Pro Cycling Team \| + 22s \| \| \| 5. \| Piet Allegaert \| Cofidis \| + 26s \| \| \| 6. \| Nils Eekhoff \| Team DSM \| + 26s \| \| \| 7. \| Niccolò Bonifazio \| Total Direct Énergie \| + 26s \| \| \| 8. \| Marc Sarreau \| AG2R Citroën Team \| + 26s \| \| \| 9. \| Bryan Coquard \| B&B Hotels p/b KTM \| + 26s \| \| \| 10. \| Benoît Cosnefroy \| AG2R Citroën Team \| + 29s \| \| |                      |                        |          |
| |                      |                        |          |
| Fonte: ProCyclingStats |                      |                        |          |
| Classificação geral |                      |                        |          |
| Ciclista | Ciclista             | Equipe                 | Tempo    |
| 1. | Philipp Walsleben    | Alpecin-Fenix          | 8h11m05s |
| 2. | Arnaud Démare        | Groupama-FDJ           | + 12s    |
| 3. | Diego Rubio          | Burgos-BH              | + 16s    |
| 4. | Kristoffer Halvorsen | Uno-X Pro Cycling Team | + 22s    |
| 5. | Piet Allegaert       | Cofidis                | + 26s    |
| 6. | Nils Eekhoff         | Team DSM               | + 26s    |
| 7. | Niccolò Bonifazio    | Total Direct Énergie   | + 26s    |
| 8. | Marc Sarreau         | AG2R Citroën Team      | + 26s    |
| 9. | Bryan Coquard        | B&B Hotels p/b KTM     | + 26s    |
| 10. | Benoît Cosnefroy     | AG2R Citroën Team      | + 29s    |

### 3.ª etapa
| Saint-Berthevin - Craon | etapa escarpada | (181,68 km) |

| \| Classificação por etapas \| Classificação por etapas \| Classificação por etapas \| Classificação por etapas \| Classificação por etapas \| \| Ciclista \| Ciclista \| Equipe \| Tempo \| \| \| ------------------------ \| ------------------------ \| ------------------------------- \| ------------------------ \| ------------------------ \| \| 1. \| Arnaud Démare \| Groupama-FDJ \| 4h18m48s \| \| \| 2. \| Kristoffer Halvorsen \| Uno-X Pro Cycling Team \| + 0s \| \| \| 3. \| Nils Eekhoff \| Team DSM \| + 0s \| \| \| 4. \| Arvid de Kleijn \| Rally Cycling \| + 0s \| \| \| 5. \| Stanislaw Aniolkowski \| Bingoal Pauwels Sauces WB \| + 0s \| \| \| 6. \| Piet Allegaert \| Cofidis \| + 0s \| \| \| 7. \| Daniel McLay \| Arkéa-Samsic \| + 0s \| \| \| 8. \| Emiel Vermeulen \| Xelliss-Roubaix Lille Métropole \| + 0s \| \| \| 9. \| Sasha Weemaes \| Sport Vlaanderen-Baloise \| + 0s \| \| \| 10. \| Jon Aberasturi \| Caja Rural-Seguros RGA \| + 0s \| \| |                       |                                 |          |
| |                       |                                 |          |
| Fonte: ProCyclingStats |                       |                                 |          |
| Classificação por etapas |                       |                                 |          |
| Ciclista | Ciclista              | Equipe                          | Tempo    |
| 1. | Arnaud Démare         | Groupama-FDJ                    | 4h18m48s |
| 2. | Kristoffer Halvorsen  | Uno-X Pro Cycling Team          | + 0s     |
| 3. | Nils Eekhoff          | Team DSM                        | + 0s     |
| 4. | Arvid de Kleijn       | Rally Cycling                   | + 0s     |
| 5. | Stanislaw Aniolkowski | Bingoal Pauwels Sauces WB       | + 0s     |
| 6. | Piet Allegaert        | Cofidis                         | + 0s     |
| 7. | Daniel McLay          | Arkéa-Samsic                    | + 0s     |
| 8. | Emiel Vermeulen       | Xelliss-Roubaix Lille Métropole | + 0s     |
| 9. | Sasha Weemaes         | Sport Vlaanderen-Baloise        | + 0s     |
| 10. | Jon Aberasturi        | Caja Rural-Seguros RGA          | + 0s     |

| \| Classificação geral \| Classificação geral \| Classificação geral \| Classificação geral \| Classificação geral \| \| Ciclista \| Ciclista \| Equipe \| Tempo \| \| \| ------------------- \| -------------------- \| ---------------------- \| ------------------- \| ------------------- \| \| 1. \| Arnaud Démare \| Groupama-FDJ \| 12h29m55s \| \| \| 2. \| Philipp Walsleben \| Alpecin-Fenix \| + 2s \| \| \| 3. \| Kristoffer Halvorsen \| Uno-X Pro Cycling Team \| + 14s \| \| \| 4. \| Bryan Coquard \| B&B Hotels p/b KTM \| + 18s \| \| \| 5. \| Diego Rubio \| Burgos-BH \| + 18s \| \| \| 6. \| Nils Eekhoff \| Team DSM \| + 20s \| \| \| 7. \| Piet Allegaert \| Cofidis \| + 24s \| \| \| 8. \| Niccolò Bonifazio \| Total Direct Énergie \| + 24s \| \| \| 9. \| Tobias Bayer \| Alpecin-Fenix \| + 26s \| \| \| 10. \| Marc Sarreau \| AG2R Citroën Team \| + 28s \| \| |                      |                        |           |
| |                      |                        |           |
| Fonte: ProCyclingStats |                      |                        |           |
| Classificação geral |                      |                        |           |
| Ciclista | Ciclista             | Equipe                 | Tempo     |
| 1. | Arnaud Démare        | Groupama-FDJ           | 12h29m55s |
| 2. | Philipp Walsleben    | Alpecin-Fenix          | + 2s      |
| 3. | Kristoffer Halvorsen | Uno-X Pro Cycling Team | + 14s     |
| 4. | Bryan Coquard        | B&B Hotels p/b KTM     | + 18s     |
| 5. | Diego Rubio          | Burgos-BH              | + 18s     |
| 6. | Nils Eekhoff         | Team DSM               | + 20s     |
| 7. | Piet Allegaert       | Cofidis                | + 24s     |
| 8. | Niccolò Bonifazio    | Total Direct Énergie   | + 24s     |
| 9. | Tobias Bayer         | Alpecin-Fenix          | + 26s     |
| 10. | Marc Sarreau         | AG2R Citroën Team      | + 28s     |

### 4.ª etapa
| Méral - Laval | etapa escarpada | (180,73 km) |

| \| Classificação por etapas \| Classificação por etapas \| Classificação por etapas \| Classificação por etapas \| Classificação por etapas \| \| Ciclista \| Ciclista \| Equipe \| Tempo \| \| \| ------------------------ \| ------------------------ \| ------------------------- \| ------------------------ \| ------------------------ \| \| 1. \| Arnaud Démare \| Groupama-FDJ \| 4h14m55s \| \| \| 2. \| Daniel McLay \| Arkéa-Samsic \| + 0s \| \| \| 3. \| Bryan Coquard \| B&B Hotels p/b KTM \| + 0s \| \| \| 4. \| Nils Eekhoff \| Team DSM \| + 0s \| \| \| 5. \| Stanislaw Aniolkowski \| Bingoal Pauwels Sauces WB \| + 0s \| \| \| 6. \| Niccolò Bonifazio \| Total Direct Énergie \| + 0s \| \| \| 7. \| Kristoffer Halvorsen \| Uno-X Pro Cycling Team \| + 0s \| \| \| 8. \| Jon Aberasturi \| Caja Rural-Seguros RGA \| + 0s \| \| \| 9. \| Marc Sarreau \| AG2R Citroën Team \| + 0s \| \| \| 10. \| Jordi Warlop \| Sport Vlaanderen-Baloise \| + 0s \| \| |                       |                           |          |
| |                       |                           |          |
| Fonte: ProCyclingStats |                       |                           |          |
| Classificação por etapas |                       |                           |          |
| Ciclista | Ciclista              | Equipe                    | Tempo    |
| 1. | Arnaud Démare         | Groupama-FDJ              | 4h14m55s |
| 2. | Daniel McLay          | Arkéa-Samsic              | + 0s     |
| 3. | Bryan Coquard         | B&B Hotels p/b KTM        | + 0s     |
| 4. | Nils Eekhoff          | Team DSM                  | + 0s     |
| 5. | Stanislaw Aniolkowski | Bingoal Pauwels Sauces WB | + 0s     |
| 6. | Niccolò Bonifazio     | Total Direct Énergie      | + 0s     |
| 7. | Kristoffer Halvorsen  | Uno-X Pro Cycling Team    | + 0s     |
| 8. | Jon Aberasturi        | Caja Rural-Seguros RGA    | + 0s     |
| 9. | Marc Sarreau          | AG2R Citroën Team         | + 0s     |
| 10. | Jordi Warlop          | Sport Vlaanderen-Baloise  | + 0s     |

## Classificações finais
- As classificações finalizaram da seguinte forma:[4]

### Classificação geral
| \| Classificação geral \| Classificação geral \| Classificação geral \| Classificação geral \| Classificação geral \| \| Ciclista \| Ciclista \| Equipe \| Tempo \| \| \| ------------------- \| -------------------- \| ---------------------- \| ------------------- \| ------------------- \| \| 1. \| Arnaud Démare \| Groupama-FDJ \| 16h44m40s \| \| \| 2. \| Philipp Walsleben \| Alpecin-Fenix \| + 17s \| \| \| 3. \| Kristoffer Halvorsen \| Uno-X Pro Cycling Team \| + 24s \| \| \| 4. \| Bryan Coquard \| B&B Hotels p/b KTM \| + 24s \| \| \| 5. \| Diego Rubio \| Burgos-BH \| + 28s \| \| \| 6. \| Nils Eekhoff \| Team DSM \| + 30s \| \| \| 7. \| Niccolò Bonifazio \| Total Direct Énergie \| + 34s \| \| \| 8. \| Daniel McLay \| Arkéa-Samsic \| + 34s \| \| \| 9. \| Tobias Bayer \| Alpecin-Fenix \| + 36s \| \| \| 10. \| Marc Sarreau \| AG2R Citroën Team \| + 38s \| \| |                      |                        |           |
| |                      |                        |           |
| Fonte: ProCyclingStats |                      |                        |           |
| Classificação geral |                      |                        |           |
| Ciclista | Ciclista             | Equipe                 | Tempo     |
| 1. | Arnaud Démare        | Groupama-FDJ           | 16h44m40s |
| 2. | Philipp Walsleben    | Alpecin-Fenix          | + 17s     |
| 3. | Kristoffer Halvorsen | Uno-X Pro Cycling Team | + 24s     |
| 4. | Bryan Coquard        | B&B Hotels p/b KTM     | + 24s     |
| 5. | Diego Rubio          | Burgos-BH              | + 28s     |
| 6. | Nils Eekhoff         | Team DSM               | + 30s     |
| 7. | Niccolò Bonifazio    | Total Direct Énergie   | + 34s     |
| 8. | Daniel McLay         | Arkéa-Samsic           | + 34s     |
| 9. | Tobias Bayer         | Alpecin-Fenix          | + 36s     |
| 10. | Marc Sarreau         | AG2R Citroën Team      | + 38s     |

### Classificação da montanha
| Classificação da montanha | Classificação da montanha | Classificação da montanha          | Classificação da montanha | Classificação da montanha |
| Ciclista                  | Ciclista                  | Equipe                             | Pontos                    |                           |
| ------------------------- | ------------------------- | ---------------------------------- | ------------------------- | ------------------------- |
| 1.                        | Jhonatan Restrepo         | Androni Giocattoli-Sidermec        | 36 pts                    |                           |
| 2.                        | Roger Adrià               | Equipo Kern Pharma                 | 34 pts                    |                           |
| 3.                        | Stan Dewulf               | AG2R Citroën Team                  | 31 pts                    |                           |
| 4.                        | Maxime Urruty             | Xelliss-Roubaix Lille Métropole    | 30 pts                    |                           |
| 5.                        | Tobias Bayer              | Alpecin-Fenix                      | 30 pts                    |                           |
| 6.                        | Morne van Niekerk         | Saint Michel-Auber 93              | 22 pts                    |                           |
| 7.                        | Francisco Galván          | Equipo Kern Pharma                 | 13 pts                    |                           |
| 8.                        | Alexandre Delettre        | Delko                              | 12 pts                    |                           |
| 9.                        | Benoît Cosnefroy          | AG2R Citroën Team                  | 12 pts                    |                           |
| 10.                       | Ludwig De Winter          | Intermarché-Wanty-Gobert Matériaux | 12 pts                    |                           |

### Classificação dos pontos
| Classificação por pontos | Classificação por pontos | Classificação por pontos  | Classificação por pontos | Classificação por pontos |
| Ciclista                 | Ciclista                 | Equipe                    | Pontos                   |                          |
| ------------------------ | ------------------------ | ------------------------- | ------------------------ | ------------------------ |
| 1.                       | Arnaud Démare            | Groupama-FDJ              | 92 pts                   |                          |
| 2.                       | Kristoffer Halvorsen     | Uno-X Pro Cycling Team    | 59 pts                   |                          |
| 3.                       | Bryan Coquard            | B&B Hotels p/b KTM        | 45 pts                   |                          |
| 4.                       | Nils Eekhoff             | Team DSM                  | 44 pts                   |                          |
| 5.                       | Stanislaw Aniolkowski    | Bingoal Pauwels Sauces WB | 36 pts                   |                          |
| 6.                       | Philipp Walsleben        | Alpecin-Fenix             | 35 pts                   |                          |
| 7.                       | Niccolò Bonifazio        | Total Direct Énergie      | 30 pts                   |                          |
| 8.                       | Piet Allegaert           | Cofidis                   | 30 pts                   |                          |
| 9.                       | Daniel McLay             | Arkéa-Samsic              | 29 pts                   |                          |
| 10.                      | Jon Aberasturi           | Caja Rural-Seguros RGA    | 27 pts                   |                          |

### Classificação por equipas
| Classificação por equipes | Classificação por equipes       | Classificação por equipes | Classificação por equipes |
| Equipe                    | Equipe                          | Tempo                     |                           |
| ------------------------- | ------------------------------- | ------------------------- | ------------------------- |
| 1.                        | Delko                           | 50h16m04s                 |                           |
| 2.                        | Sport Vlaanderen-Baloise        | + 0s                      |                           |
| 3.                        | Alpecin-Fenix                   | + 2s                      |                           |
| 4.                        | Xelliss-Roubaix Lille Métropole | + 15s                     |                           |
| 5.                        | Burgos-BH                       | + 18s                     |                           |
| 6.                        | Team DSM                        | + 18s                     |                           |
| 7.                        | Androni Giocattoli-Sidermec     | + 19s                     |                           |
| 8.                        | AG2R Citroën Team               | + 22s                     |                           |
| 9.                        | B&B Hotels p/b KTM              | + 28s                     |                           |
| 10.                       | Caja Rural-Seguros RGA          | + 34s                     |                           |

## Evolução das classificações
| Etapa                 | Vencedor              | Classificação geral | Classificação da montanha | Classificação dos pontos | Classificação dos jovens | Classificação por equipas |
| --------------------- | --------------------- | ------------------- | ------------------------- | ------------------------ | ------------------------ | ------------------------- |
| 1.ª                   | Philipp Walsleben     | Philipp Walsleben   | Maxime Urruty             | Philipp Walsleben        | Nils Eekhoff             | Alpecin-Fenix             |
| 2.ª                   | Arnaud Démare         | Philipp Walsleben   | Maxime Urruty             | Arnaud Démare            | Nils Eekhoff             | Alpecin-Fenix             |
| 3.ª                   | Arnaud Démare         | Arnaud Démare       | Maxime Urruty             | Arnaud Démare            | Nils Eekhoff             | Alpecin-Fenix             |
| 4.ª                   | Arnaud Démare         | Arnaud Démare       | Jhonatan Restrepo         | Arnaud Démare            | Nils Eekhoff             | Delko                     |
| Classificações finais | Classificações finais | Arnaud Démare       | Jhonatan Restrepo         | Arnaud Démare            | Nils Eekhoff             | Delko                     |

## UCI World Ranking
A Boucles de la Mayenne outorgou pontos para o UCI World Ranking para corredores das equipas nas categorias UCI WorldTeam, UCI ProTeam e Continental. As seguintes tabelas são o barómetro de pontuação e os 10 corredores que obtiveram mais pontos:
| Posição             | 1.º | 2.º | 3.º | 4.º | 5.º | 6.º | 7.º | 8.º | 9.º | 10.º | 11.º | 12.º | 13.º | 14.º | 15.º | 16.º-30.º | 31.º-40.º |
| Classificação geral | 200 | 150 | 125 | 100 | 85  | 70  | 60  | 50  | 40  | 35   | 30   | 25   | 20   | 15   | 10   | 5         | 3         |
| Por etapa           | 20  | 10  | 5   |     |     |     |     |     |     |      |      |      |      |      |      |           |           |
| Líder               | 5   |     |     |     |     |     |     |     |     |      |      |      |      |      |      |           |           |

| Classificação |                      |                      |       |       |       |       |
| Posição       | Ciclista             | Equipa               | Geral | Etapa | Líder | Total |
| ------------- | -------------------- | -------------------- | ----- | ----- | ----- | ----- |
| 1.º           | Arnaud Démare        | Groupama-FDJ         | 200   | 65    | 5     | 270   |
| 2.º           | Philipp Walsleben    | Alpecin-Fenix        | 150   | 20    | 10    | 180   |
| 3.º           | Kristoffer Halvorsen | Uno-X                | 125   | 15    | -     | 140   |
| 4.º           | Bryan Coquard        | B&B Hotels p/b KTM   | 100   | 5     | -     | 105   |
| 5.º           | Diego Rubio          | Burgos-BH            | 85    | 10    | -     | 95    |
| 6.º           | Nils Eekhoff         | DSM                  | 70    | 5     | -     | 75    |
| 7.º           | Niccolò Bonifazio    | Total Direct Énergie | 60    | 10    | -     | 70    |
| 8.º           | Daniel McLay         | Arkéa Samsic         | 50    | 10    | -     | 60    |
| 9.º           | Tobias Bayer         | Alpecin-Fenix        | 40    | -     | -     | 40    |
| 10.º          | Marc Sarreau         | AG2R Citroën         | 35    | -     | -     | 35    |